# Mays Landing
Mays Landing es un lugar designado por el censo ubicado en el condado de Atlantic en el estado estadounidense de Nueva Jersey. En el año 2000 tenía una población de 2.321 habitantes y una densidad poblacional de 526.2 personas por km². Es la sede del condado de Atlantic.

## Geografía
Mays Landing se encuentra ubicado en las coordenadas 39°27′25″N 74°43′37″O / 39.45694, -74.72694.

## Demografía
Según la Oficina del Censo en 2000 los ingresos medios por hogar en la localidad eran de $52,628 y los ingresos medios por familia eran $60,000. Los hombres tenían unos ingresos medios de $41,432 frente a los $30,154 para las mujeres. La renta per cápita para la localidad era de $23,477. Alrededor del 6.8% de la población estaba por debajo del umbral de pobreza.